# جزيرة الأغثم
جزيرة الأغثم هي إحدى الجزر الواقعة في البحر الأحمر، وتتبع منطقة مكة المكرمة غرب السعودية. تقع الجزيرة تحديداً جنوب مدينة القنفذة بحوالي 7 كم. تبلغ مساحة الجزيرة نحو 800 م2، وهي تتميز بغطاء كثيف نسبياً رغم قلة تنوعه. وهي إحدى الجزر التي تستقر فيها بعض الطيور المهاجرة في فصل الشتاء، ومنها طيور (بلشون القطعان: Bubulcus ibis) و(بلشون الصخر: Egretta gularis) و(البلشون أخضر الظهر: Butorides striatus) و(الفصية الرشيقة: Prinia gracilis).